# Eburia brevispinis
Eburia brevispinis es una especie de coleóptero crisomeloideo de la familia Cerambycidae.  

## Distribución
Es originaria de Guatemala, México y Nicaragua.